# Kai Berner
Pour les articles homonymes, voir Berner.
Kai Berner est un joueur de kayak-polo international allemand, né le 10 mars 1984.
Il participe en 2008 au championnat d'Allemagne dans l'équipe de WSF Liblar.